# El Molino, Zacatecas
El Molino är en ort i Mexiko.   Den ligger i kommunen Zacatecas och delstaten Zacatecas, i den centrala delen av landet, 500 km nordväst om huvudstaden Mexico City. El Molino ligger 2 213 meter över havet och antalet invånare är 218.
Terrängen runt El Molino är kuperad söderut, men norrut är den platt. Runt El Molino är det tätbefolkat, med 286 invånare per kvadratkilometer. Närmaste större samhälle är Zacatecas, 14,7 km nordost om El Molino. Omgivningarna runt El Molino är i huvudsak ett öppet busklandskap.